# Triaspis breviventris
Triaspis breviventris är en stekelart som först beskrevs av Thomson 1892.  Triaspis breviventris ingår i släktet Triaspis och familjen bracksteklar. Arten är reproducerande i Sverige. Inga underarter finns listade i Catalogue of Life.